# Goryczuszka błotna
Goryczuszka błotna, goryczka błotna (Gentianella uliginosa Willd. Börner) – gatunek rośliny z rodziny goryczkowatych. Występuje w Europie. W Polsce jest bardzo rzadka i w rozproszeniu występuje na całym niżu.

## Morfologia
ŁodygaDo 25cm wysokości.
LiścieJajowate lub podługowate, do 2 cm długości i 6 mm szerokości. Liścienie i pierwsze liście zachowane w czasie kwitnienia.
Kwiaty5-krotne. Kielich z wyraźną rurką, przylegający do korony, do 1 cm długości. Łatki tępe, jednakowo szerokie, dłuższe od rurki. Korona kwiatu brudnofioletowa lub biaława, długości 9-20 mm. W gardzieli, poniżej nasady każdej łatki korony znajduje się orzęsiona łuska.
OwocTorebka.

## Biologia i ekologia
Roślina jednoroczna. Kwitnie od sierpnia do października. Rośnie na młakach i okresowo podmokłych łąkach, głównie na torfowych glebach, ale o odczynie mało kwaśnym lub obojętnym.  Gatunek wyróżniający dla związku Molinion caeruleae.  

## Zagrożenia i ochrona
Gatunek objęty w Polsce ścisłą ochroną. Roślina umieszczona na Czerwonej liście roślin i grzybów Polski (2006) w grupie gatunków wymierających (kategoria zagrożenia: E). W wydaniu z 2016 roku otrzymała kategorię CR (krytycznie zagrożony). 
Zagrożona jest przez osuszanie siedlisk na których występuje.